# Silberner Fußballschuh 1990

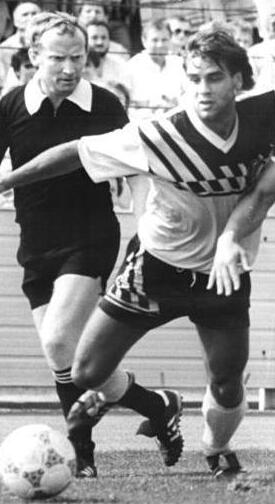
Ulf Kirsten, 1989

Mit dem Silbernen Fußballschuh 1990 wurde zum 28. Mal der DDR-Fußballer des Jahres ausgezeichnet. Die Redaktion der Zeitschrift Die neue Fußballwoche hatte wie in den Jahren zuvor eine Umfrage zur Wahl des besten Spielers der abgelaufenen Saison durchgeführt. Diesmal ermittelten nicht die Sportredaktionen der DDR den Fußballer des Jahres, sondern die Trainer und Mannschaftskapitäne der 14 Oberligamannschaften aus der zu Ende gegangenen Saison. Sie bewerteten weiterhin auf Tippscheinen die sechs besten Fußballer mit Punkten (zehn Punkte für den Favoriten, für die weiteren Plätze absteigend sieben, fünf, drei, zwei und einen Punkt). Die höchste Gesamtpunktzahl erreichte Ulf Kirsten, dem in Leverkusen nach seinem Wechsel zu TSV Bayer 04 der silberne Fußballschuh als Fußballer des Jahres vom Fuwo-Redakteur Rainer Nachtigall überreicht wurde. Zum ersten Mal erhielt mit Katrin Prühs eine Fußballerin eine Stimme.

## Ergebnis
| Rang | Name               | Mannschaft               | Punkte |
| ---- | ------------------ | ------------------------ | ------ |
| 01.  | Ulf Kirsten        | SG Dynamo Dresden        | 170    |
| 02.  | Rico Steinmann     | FC Karl-Marx-Stadt       | 111    |
| 03.  | Thomas Doll        | FC Berlin                | 106    |
| 04.  | Perry Bräutigam    | FC Carl Zeiss Jena       | 104    |
| 05.  | Matthias Sammer    | SG Dynamo Dresden        | 093    |
| 06.  | Torsten Gütschow   | SG Dynamo Dresden        | 046    |
| 07.  | Dirk Heyne         | 1. FC Magdeburg          | 039    |
| 08.  | Uwe Rösler         | 1. FC Magdeburg          | 024    |
| 09.  | Detlef Zimmer      | BSG Stahl Brandenburg    | 020    |
| 10.  | Wolfgang Steinbach | 1. FC Magdeburg          | 019    |
| 11.  | Dirk Stahmann      | 1. FC Magdeburg          | 010    |
| 12.  | Andreas Thom       | FC Berlin                | 009    |
| 13.  | Uwe Weidemann      | FC Rot-Weiß Erfurt       | 007    |
| 13.  | Rainer Jarohs      | F.C. Hansa Rostock       | 007    |
| 15.  | Heiko Peschke      | FC Carl Zeiss Jena       | 006    |
| 16.  | Dariusz Wosz       | Hallescher FC Chemie     | 004    |
| 16.  | Matthias Lindner   | 1. FC Lokomotive Leipzig | 004    |
| 18.  | Hans-Uwe Pilz      | SG Dynamo Dresden        | 003    |
| 19.  | Frank Rohde        | FC Berlin                | 001    |
| 19.  | Katrin Prühs       | BSG Post Rostock         | 001    |

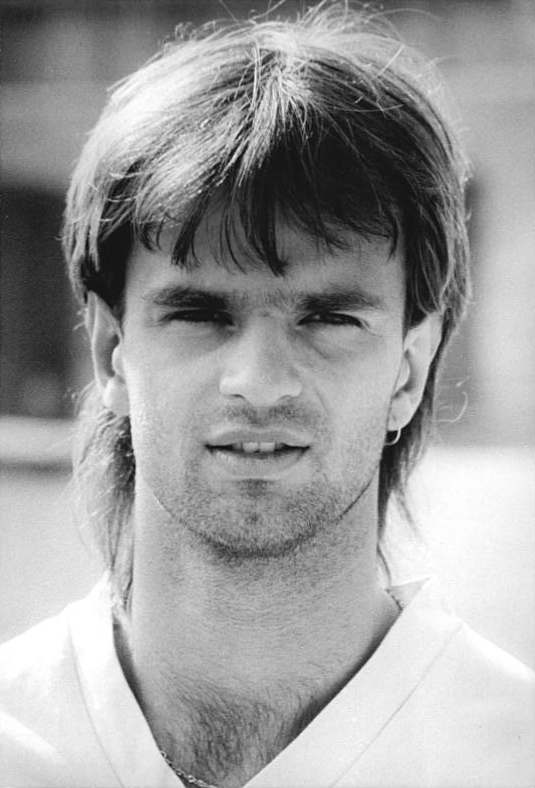
Rico Steinmann, 1990
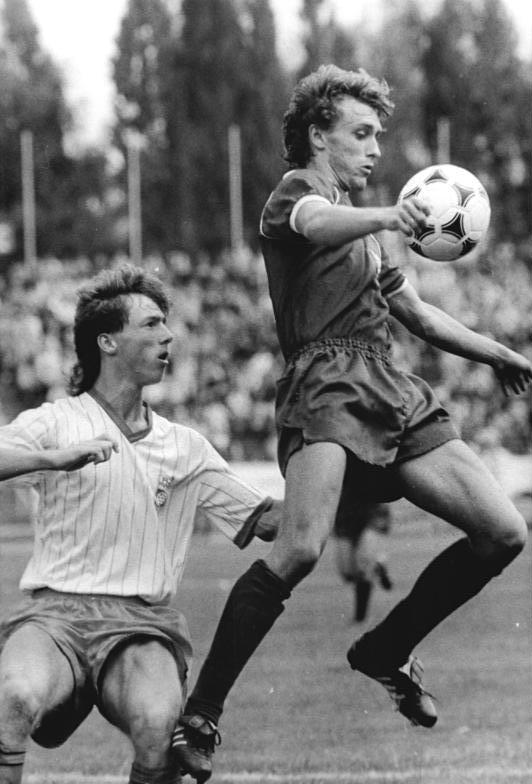
Thomas Doll, 1989 (rechts)
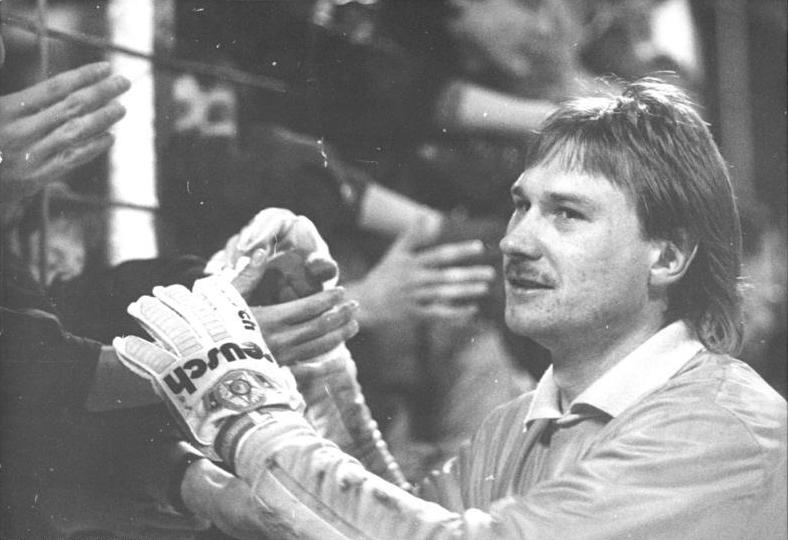
Perry Bräutigam, 1990
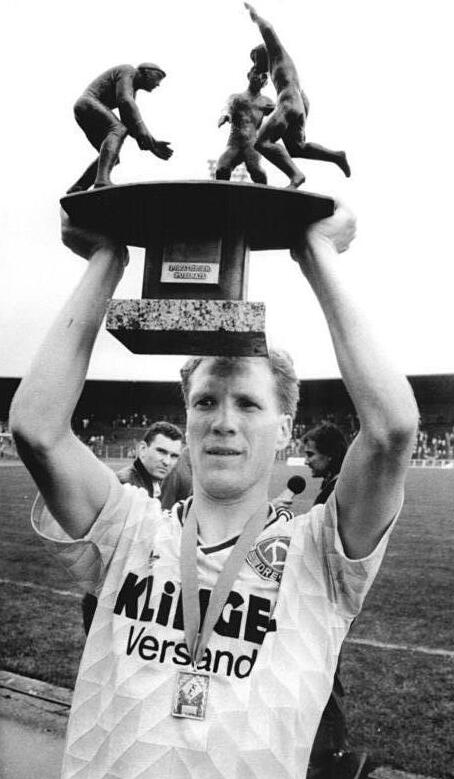
Matthias Sammer, 1990
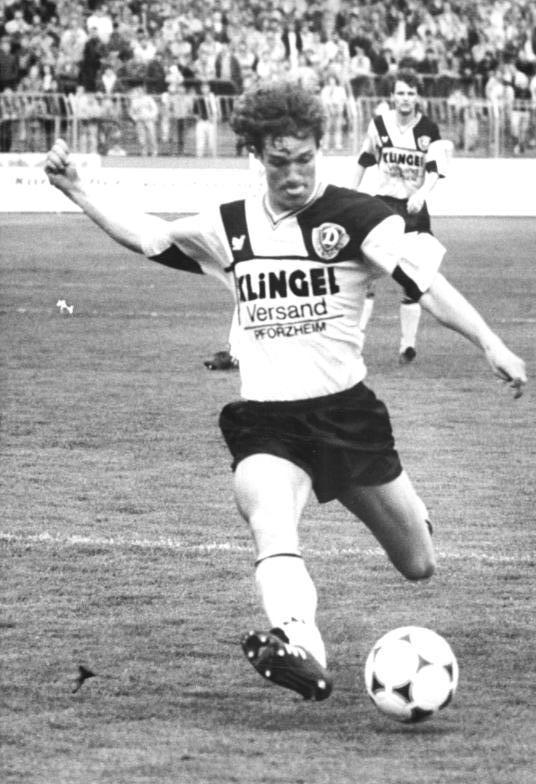
Torsten Gütschow, 1990
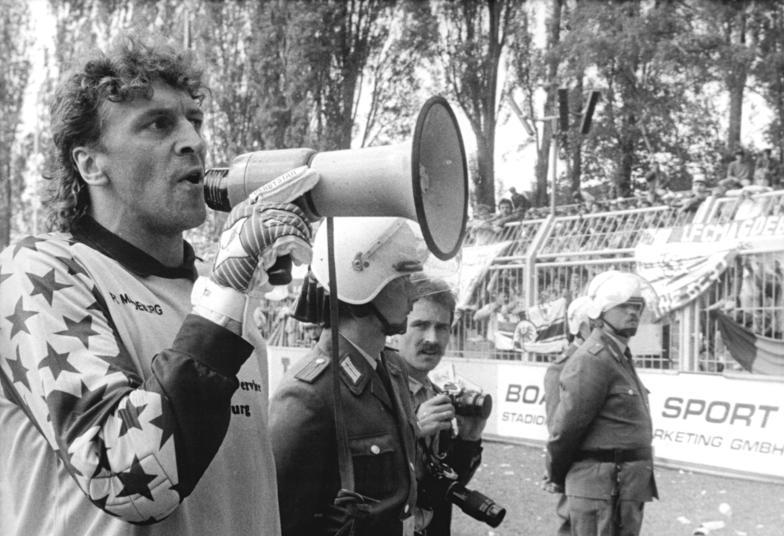
Dirk Heyne, 1989
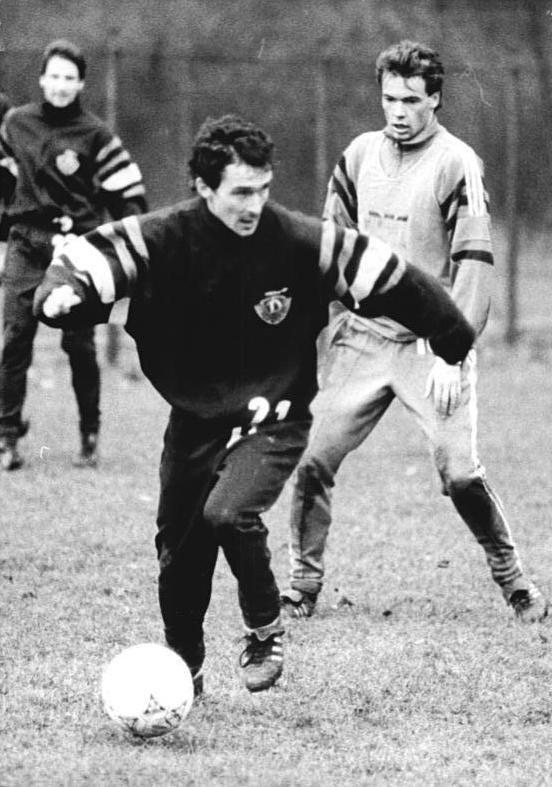
Uwe Rösler, 1990 (rechts)
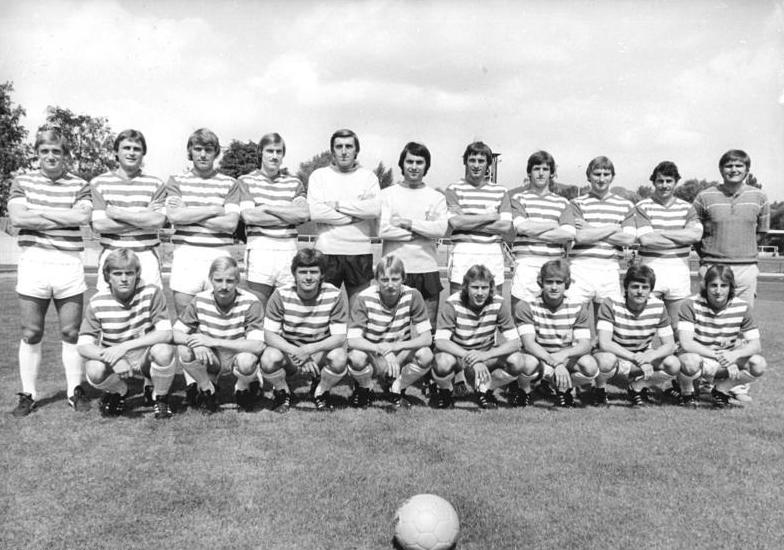
Detlef Zimmer, 1978 (hinten 6. von rechts)
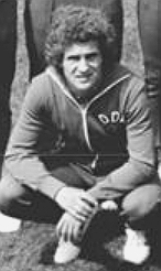
Wolfgang Steinbach, 1980